# Antoni Bielewicz
Antoni Bielewicz (ur. 9 kwietnia 1946 w Grodnie) – polski socjolog, poseł na Sejm I kadencji.

## Życiorys
W 1977 ukończył studia z zakresu socjologii na Wydziale Filozoficznym Uniwersytetu Warszawskiego. Od 1972 pracował jako socjolog w Ośrodku Badawczo-Rozwojowym Zjednoczenia Przemysłu Precyzyjnego Predom. W latach 1974–1990 był pracownikiem naukowym w warszawskim Instytucie Psychoneurologicznym.
W 1989 został rzecznikiem prasowym ministra zdrowia i opieki społecznej, w 1991 dyrektorem biura w Kancelarii Prezydenta RP Lecha Wałęsy. W tym samym roku uzyskał mandat posła na Sejm I kadencji z listy Porozumienia Obywatelskiego Centrum w okręgu podwarszawskim. Zasiadał m.in. w Komisji Spraw Zagranicznych, Komisji Zdrowia oraz Komisji do Spraw Układu Europejskiego. Był sekretarzem klubu parlamentarnego Porozumienia Centrum.
W 1993 nie ubiegał się o reelekcję. W tym samym roku opuścił PC, zakładając wraz z Markiem Dziubkiem niewielkie ugrupowanie pod nazwą „Nowa Prawica Polska”. Powrócił też do pracy w kancelarii prezydenckiej. W połowie lat 90. krótko zajmował stanowisko wiceprezydenta Warszawy, następnie od 1996 do 2000 był doradcą w urzędzie miasta.
Od 2001 pełnił funkcję redaktora naczelnego projektu badawczego Encyklopedia Wolności. Współpracował z Instytutem Lecha Wałęsy. Działacz organizacji społecznych, m.in. został prezesem Stowarzyszenia Ochrony Dziedzictwa Narodowego „Ludzie Wolności”.